# Јелена Богавац
Јелена Богавац (Београд, 1973) српски је позоришни редитељ, драмски писац и менаџер у култури.

## Биографија
Завршила је је позоришну и радио режију на Факултету драмских уметности у Београду.
Ради у БИТЕФ театру као драматург и уредник репертоара.
Оснивала је 1999. независну позоришну трупу Драма Ментал Студио.
Добила је награде за режију на фестивалима у Србији, Уједињеном Краљевству, Грчкој, Хрватској, Турској и Бугарској.
Режирала је преко 50 представа.
Она се бави едукативним радом и одржала је неколико циклуса предавања на тему историје позоришта, драматургије, позоришта у едукацији и друго.
Њена сестра је Милена Миња Богавац. Има сина Бориса.

## Дела
- Бетмен над Звездаром, роман 1996.[4]
- Мама, Тата, Сунце, Сестра и ја”, 2007.[1]
- Робин са Крста, роман[4]

### Театрологија
- Сумњива лица[2]
- Живот у позоришту, 02.06.1989, Београд, Југословенско драмско позориште[5]
- КВАРТЕТ, 30.09.1992, Београд, Београдско драмско позориште[5]
- Ноћ Хелвера, 15.01.2003, Београд, Битеф театар[5]
- North force, 16.05.2003, Београд, Битеф театар[5]
- Поразговарајмо о животу и смрти, 21.02.2004, Београд, Битеф театар[5]
- Црвена, 16.03.2004, Београд, Битеф театар[5]
- Fake porno, 21.09.2005, Београд, Битеф театар[5]
- Бајка о електрицитету, 12.04.2006, Београд, Позориште лутака „Пинокио”[5]
- Добро јутро, Господине Зеко!, 25.05.2006, Београд, Позориште „Душко Радовић” Београд[5]
- Fakebook, 06.02.2011, Београд, Битеф театар[5]
- Далеко, 05.09.2011, Београд, Битеф театар[5]
- Dogs and drugs, 09.11.2011, Суботица, Позориште 'Kosztolányi Dezsö'[5]
- Капетан Џон Пиплфокс, 05.04.2012, Београд, Битеф театар[5]
- Пола пола, 13.12.2012, Пирот, Народно позориште[5]
- Сунцокрети, 10.02.2014, Вршац, Народно позориште 'Стерија'[5]
- ANTIGONÉ/ISZMÉNÉ - A MORALIS RELATIVIZMUS TRAGEDIÁJÁ, 17.02.2014, Суботица, Позориште, 'Kosztolányi Dezsö'[5]
- Кратка прича о антихристу, 24.01.2015, Београд, Битеф театар[5]
- Живот стоји, живот иде даље, 02.03.2015, Београд, Битеф театар[5]
- Невидљиви споменици, 27.03.2015, Београд, Битеф театар
- Двоструки терет, 27.03.2015, Београд, Битеф театар[5]
- Gamma Cas, 20.10.2015, Beograd, Битеф театар[5]
- Лице, 22.12.2015, Београд, Атеље 212[5]
- Лифт. Слободан шоу, 04.03.2018, Приштина, Народно позориште - Српска драма[5]
- Ана Франк, 03.09.2019, Шабац, Шабачко позориште[5]
- Сан о Милени[6]